# ATR-X-Syndrom
Das ATR-X-Syndrom ist eine  sehr seltene angeborene, nur bei männlichen Patienten auftretende Erkrankung mit schwerer Entwicklungsverzögerung, Fehlbildungen im Gesicht und am Genitale sowie einer Alpha-Thalassämie.
Bei weiblichen Überträgerinnen finden sich keine körperlichen oder geistigen Auffälligkeiten.
Synonyme sind: X-chromosomales Alpha-Thalassämie-Geistige Retardierung-Syndrom; ATR, Nondeletion Type
Im Gegensatz zum ATR-16-Syndrom als Deletions-Typ liegt beim ATR-X-Syndrom keine Gendeletion vor.
Die Kombination wurde als ATR-X Syndrom 1990 erstmals beschrieben durch den Briten Andrew 0. M. Wilkie.

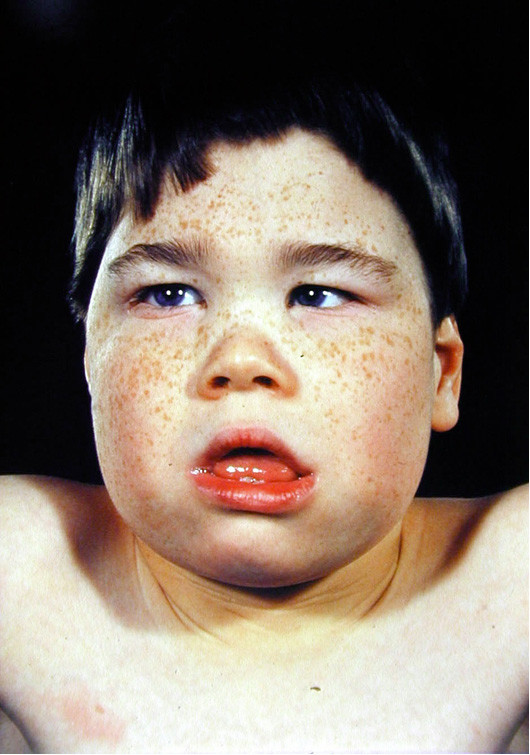
Charakteristische Gesichtszüge bei einem 8-Jährigen mit ATR-X Syndrom

## Vorkommen
Die Erkrankung wird X-chromosomal – rezessiv vererbt, bislang wurden weniger als 200 Patienten beschrieben.

## Ursache
Der Krankheit liegen ursächlich Mutationen im ATRX-Gen auf dem X-Chromosom Genort q21.1 zugrunde.

## Klinische Erscheinungen
Auffällig ist ein schlaff wirkendes (hypotones) Gesicht mit auffälligem Mund, Hypertelorismus, Epikanthus, flacher Nasenrücken, kleine dreieckförmige Stupsnase, vorgestülpte Unterlippe.
In der Regel besteht ein stark eingeschränktes Sprachvermögen. Die mit namensgebende Alpha-Thalassämie liegt nicht immer vor.
Anomalien am Genitale wie fehlendem Descensus testi bis Intersexuellem Genitale finden sich in 80 %. Bei etwa 30 % treten epileptische Anfälle auf.
Nicht immer sind die genannten Auffälligkeiten nachweisbar oder nur gering ausgeprägt. Etliche Betroffenen sind wohl auch im Alter von 30 bis 40 Jahren ohne Beschwerden.

## Diagnose
Eine Diagnosesicherung erfolgt durch den Nachweis einer Alpha-Thalassämie, einer Mutation im ATRX-Gen sowie durch Analyse des ATRX-Proteins.

## Differential-Diagnose
Abzugrenzen sind:
- Angelman-Syndrom
- ATR-16-Syndrom
- Coffin-Lowry-Syndrom
- Smith-Lemli-Opitz-Syndrom
- Trisomie Xq28

## Therapie
Eine ursächliche Behandlung ist nicht bekannt.